# En önskan
En önskan är en finlandssvensk samtalsserie i TV-format, producerad av Parad Media åren 2018–2021 för Yle Arenan och Yle Fem. Programmet leddes av redaktören och programledaren Ira Hammermann, som i varje avsnitt intervjuar en känd finlandssvensk gäst om dennes liv, vägval och livsinsikter.
En önskan är utformat som en intim samtalsserie där programledaren ställer frågor om gästens liv, betydelsefulla vägskäl, framgångar, motgångar och framtidsperspektiv. Varje avsnitt är cirka 28 minuter långt, med en ny gäst för varje program.
Programserien är producerad av Parad Media med fyra säsonger inspelade mellan 2018 och 2022. Samtliga säsonger har distribuerats via Yle Arenan och visats på Yle Fem.

## Gäster per säsong
| Säsong 1 (2018) | Säsong 2 (2019)        | Säsong 3 (2020)  | Säsong 4 (2021)   |
| --------------- | ---------------------- | ---------------- | ----------------- |
| Marco Bjurström | Asko Sarkola           | Lasse Mellberg   | Mika Ihamuotila   |
| Maria Sid       | Lilli Paasikivi        | Anu Sinisalo     | Silvia Modig      |
| Peter Nyman     | Harry Harkimo          | Markku Kanerva   | Asko Järvinen     |
| Eva Biaudet     | Sonja Kailassaari      | Sikke Sumari     | Pirkko Mannola    |
| Mark Levengood  | Ben Furman             | Saska Saarikoski | Antti Reini       |
| Monica Groop    | Raakel Lignell         | Riko Eklundh     | Julia Korkman     |
| Nicke Lignell   | Caj Bremer             | Krista Siegfrids | Jan Söderblom     |
| Mirjam Kalland  | Tanja Poutiainen-Rinne | Antti Kuronen    | Bettina Sågbom-Ek |
| Henrik Dettmann | Janina Fry             | Saara Cantell    | Esko Valtaoja     |
| Tommy Hellsten  | Kari Lumikero          | Stefan Lindfors  | Hilkka Olkinuora  |